# Osladičovité

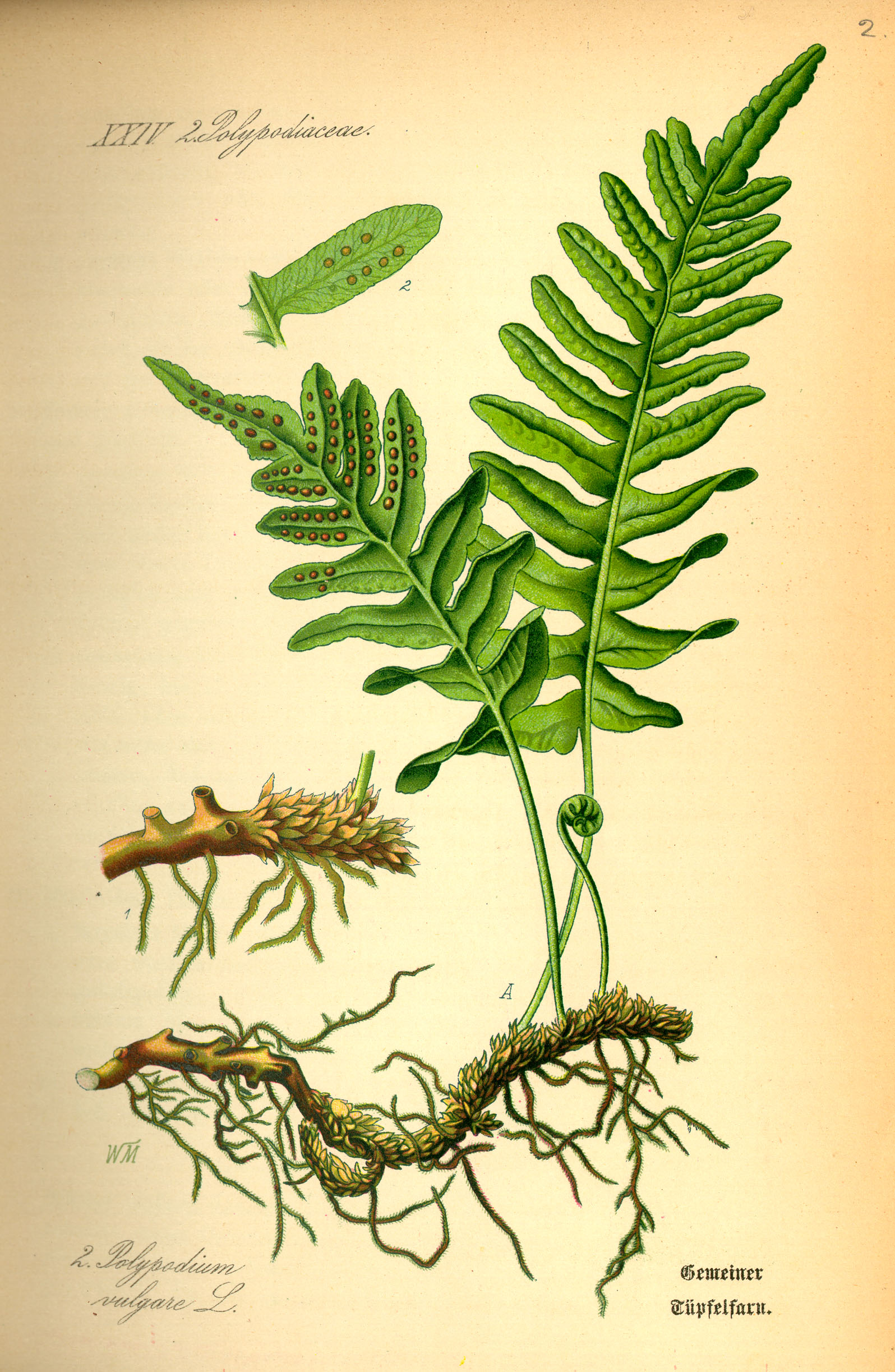
Osladič obecný na ilustraci z roku 1885

Osladičovité (Polypodiaceae) je největší čeleď kapradin, zahrnující 65 rodů a asi 1652 druhů. Jsou to oddenkaté kapradiny, rostoucí nejčastěji epifyticky na stromech nebo na skalách. Jsou rozšířeny převážně v tropech a subtropech po celém světě, v menší míře se vyskytují i v mírném pásu. V Evropě roste pouze rod osladič, zastoupený v České republice 2 druhy.
Některé druhy, zejména z rodu parožnatka a drynárie, jsou pěstovány ve sklenících botanických zahrad jako efektní epifyty. Hnědovka křídlatá je pěstována jako akvarijní rostlina.

## Popis
Zástupci čeledi osladičovité jsou převážně epifytické či epipetrické (rostoucí na skalách), v menší míře i terestrické či vodní kapradiny. Oddenky jsou dlouze až krátce plazivé, pokryté šupinami. Cévní svazky jsou typu diktyostélé (jednotlivé cévní svazky xylému obklopené floémem). Čepele listů jsou jednoduché (celistvé až zpeřeně členěné) nebo jednoduše zpeřené, výjimečně vícekrát zpeřené. U části zástupců se fertilní listy odlišují od sterilních (heterofylie). Odění listů se skládá z chlupů a šupin nebo chybí. Žilky na listech se často spojují nebo je žilnatina síťnatá, u zástupců bývalé čeledi Grammitidaceae bývají žilky volné. Výtrusnice jsou uspořádané v okrouhlých, eliptických až podlouhlých výtrusných kupkách, umístěných na rubu listů nebo řidčeji na jejich okrajích, nebo se nacházejí na vrcholu fertilních listů a pak jsou často hluboce zanořené. Ostěry chybějí, u některých zástupců jsou výtrusné kupky za mlada pokryté opadavými šupinkami. Sporangia jsou zpravidla dlouze stopkatá. Spory jsou buď průsvitné až žlutavé, monoletní, ledvinovitého tvaru, nebo v případě zástupců bývalé čeledi Grammitidaceae zelenavé, zaobleně čtyřstěnné, triletní.

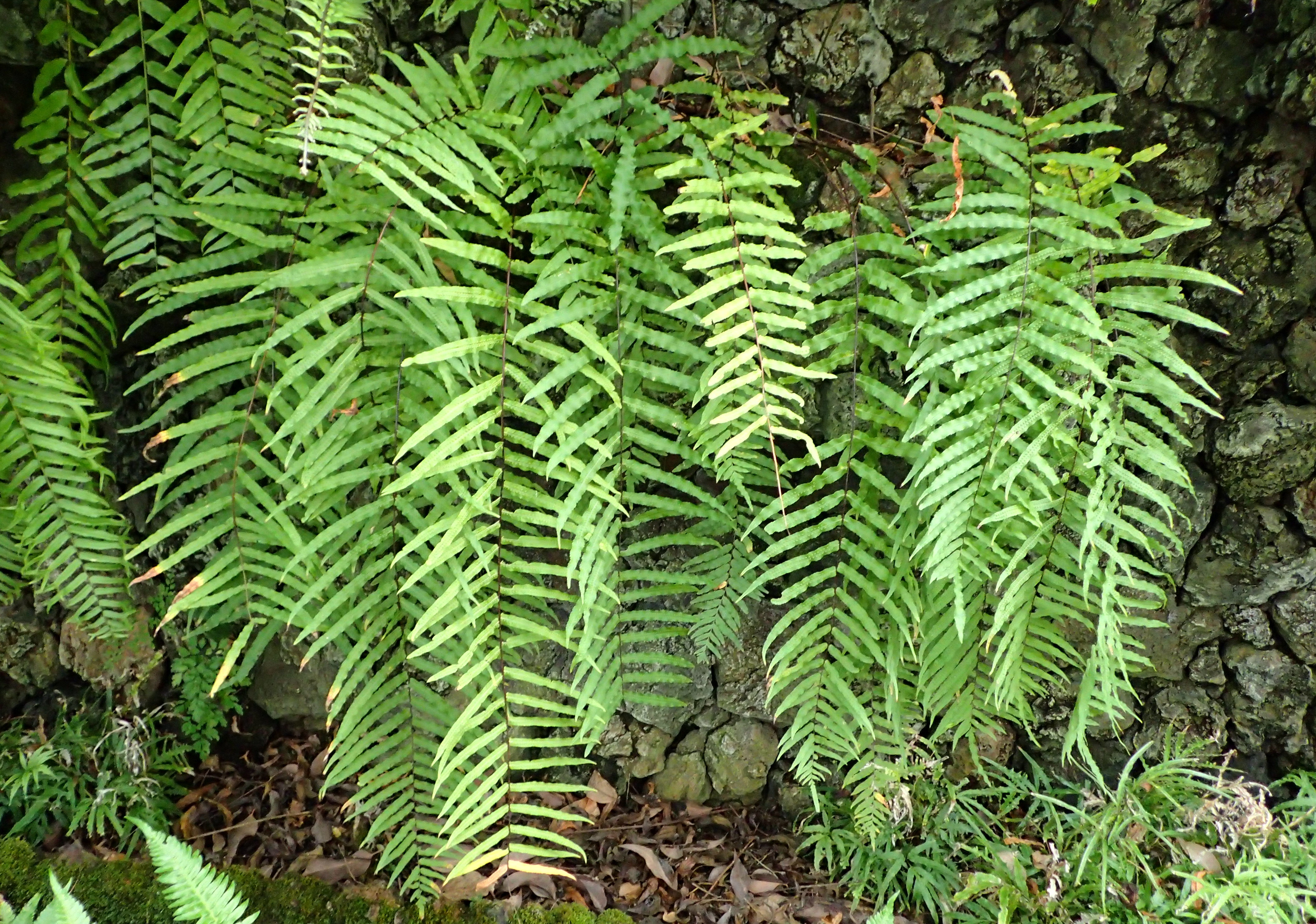
Goniophlebium subauriculatum
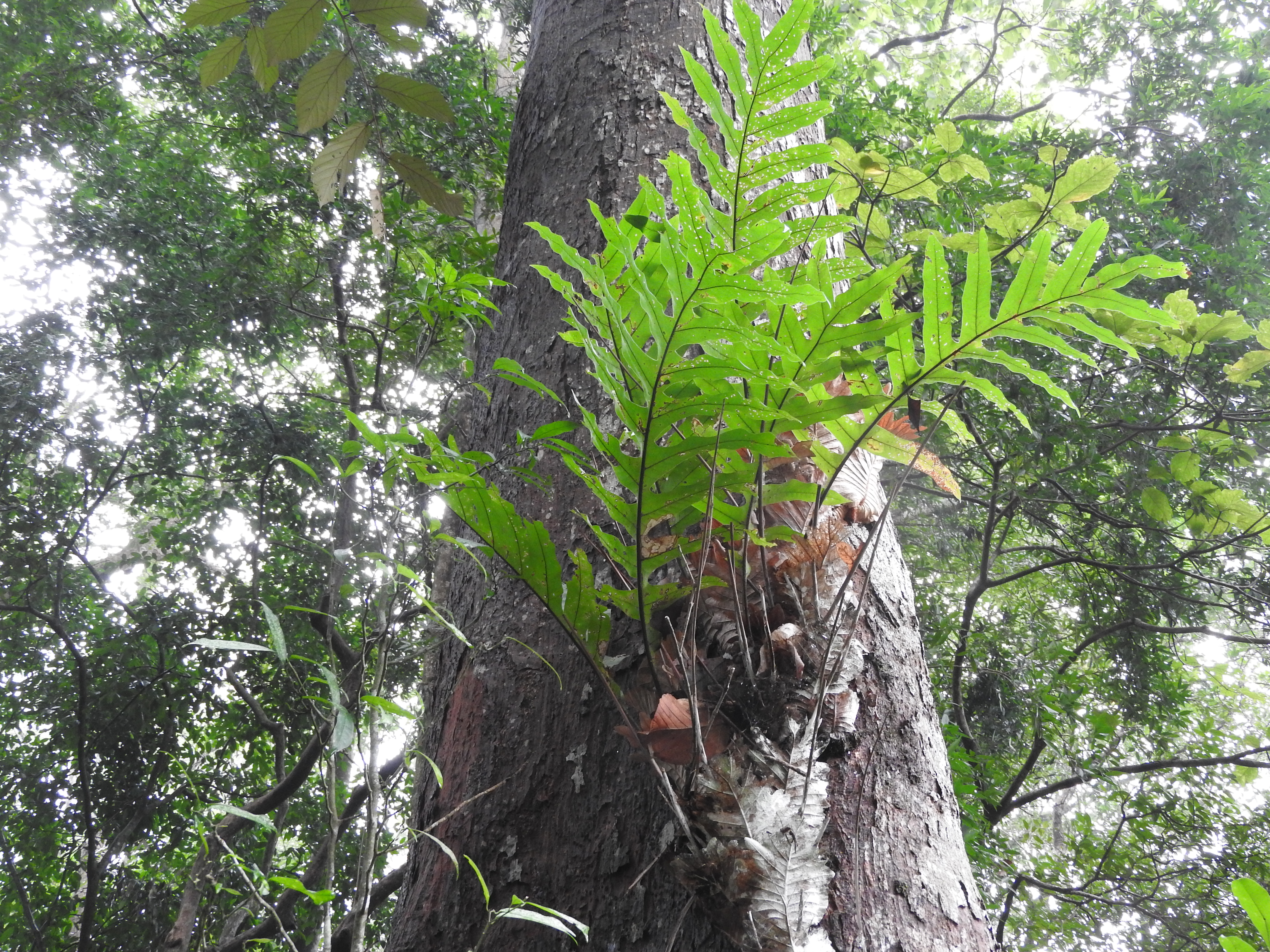
Drynárie Drynaria quercifolia
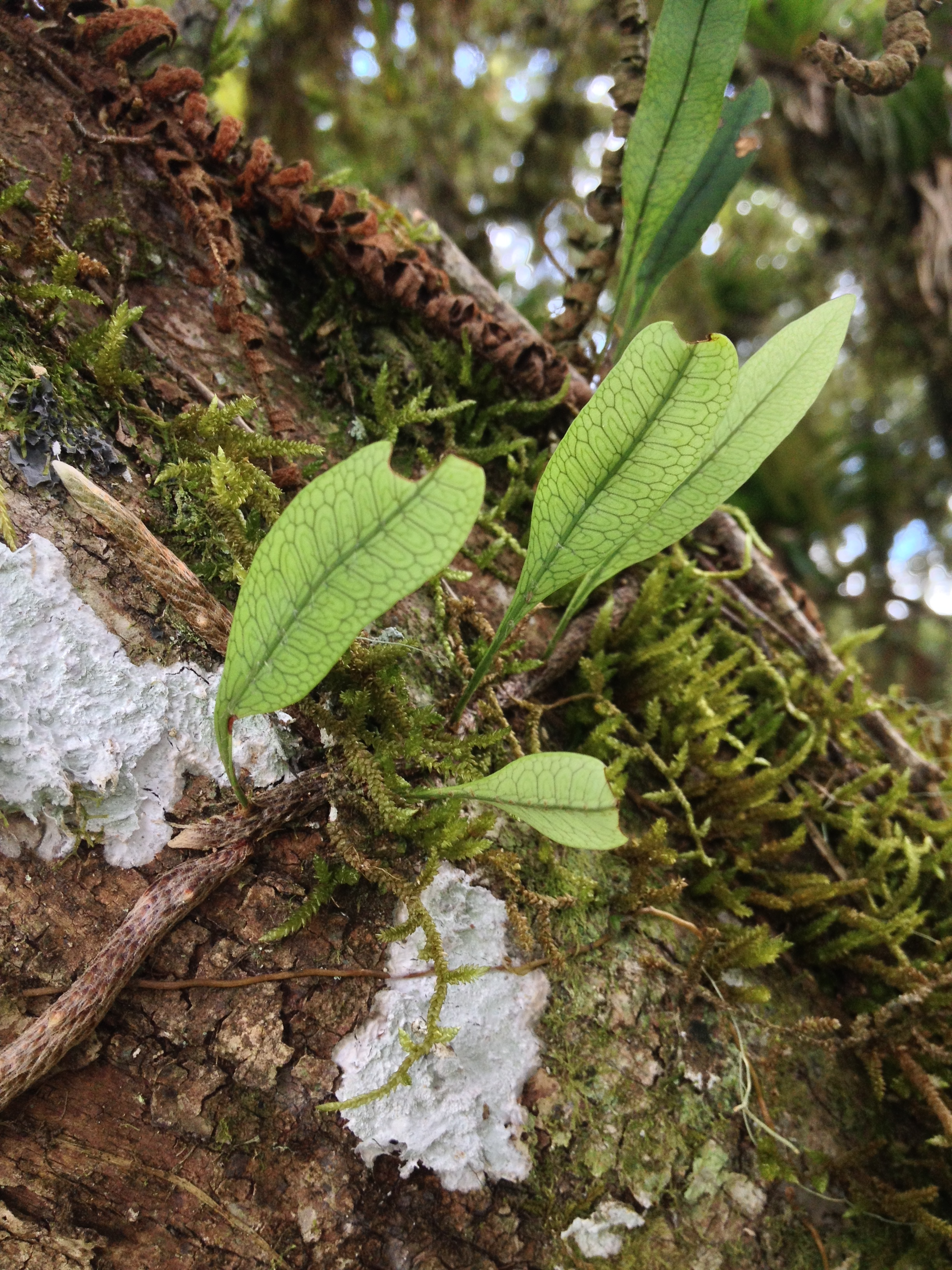
Microgramma squamulosa
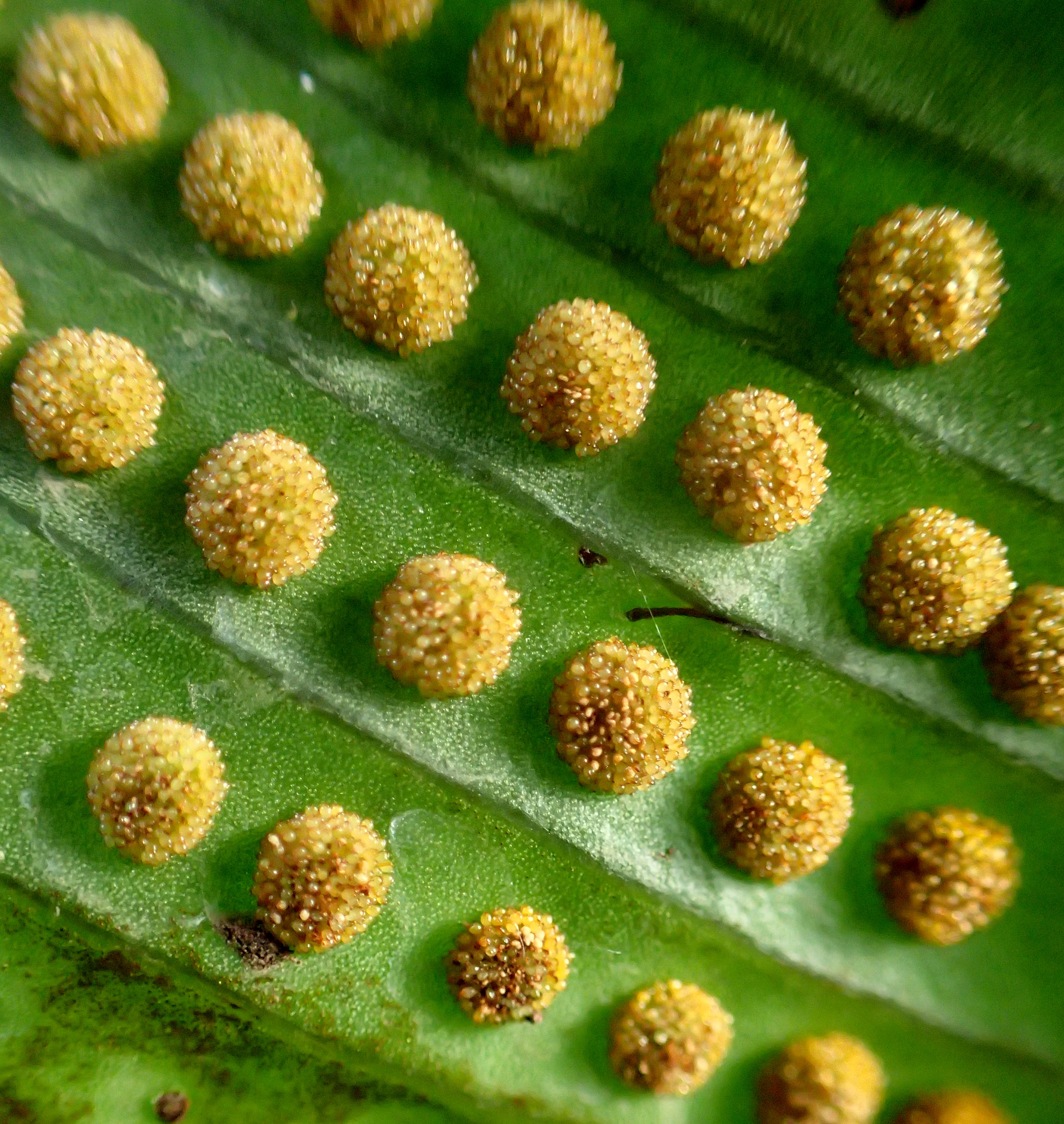
Výtrusné kupky tuholistu Niphidium crassifolium
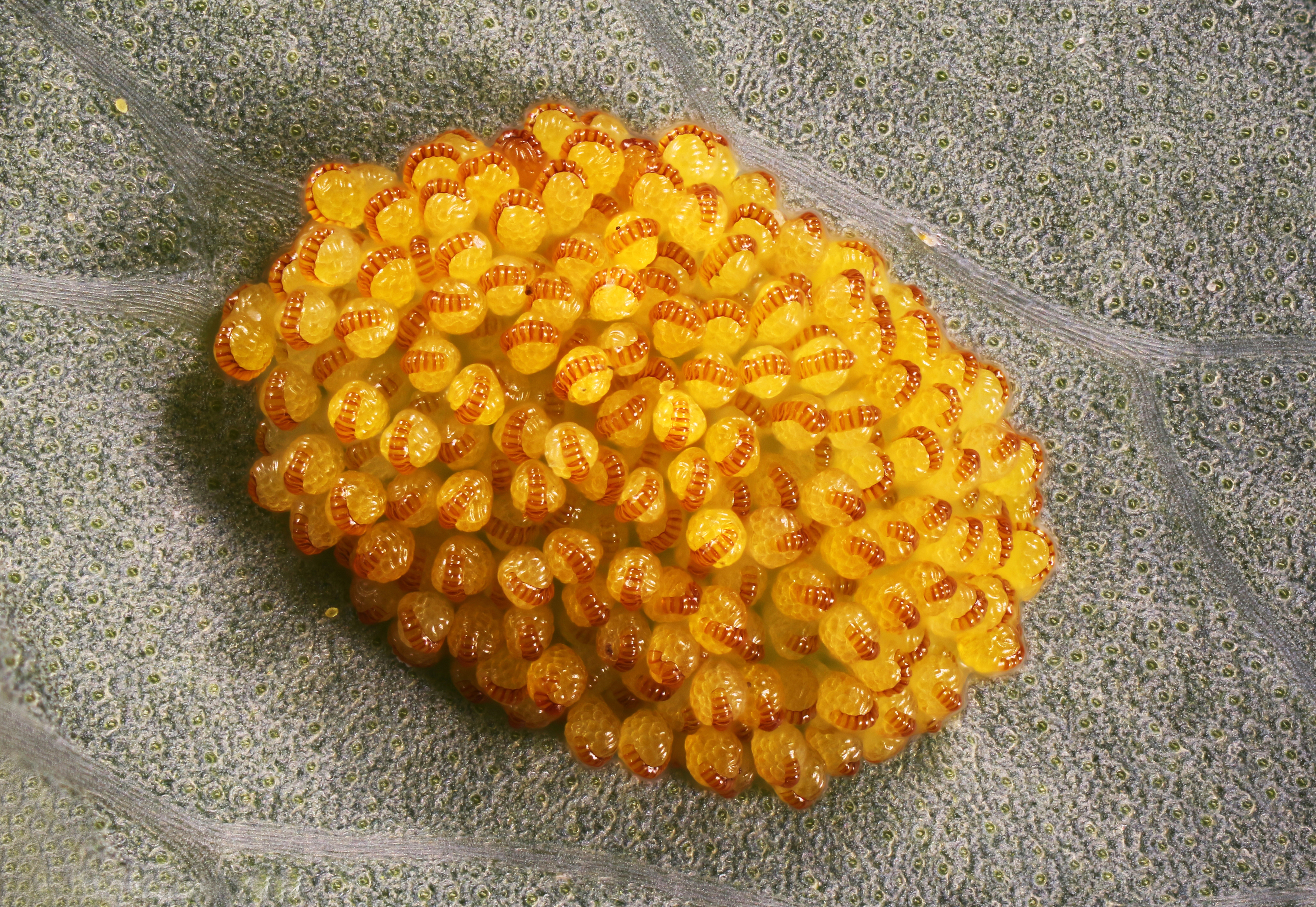
Výtrusná kupka Phlebodium aureum

## Rozšíření
Čeleď osladičovité zahrnuje (v taxonomickém pojetí systému PPG I) celkem asi 1652 druhů v 65 rodech. Je rozšířena v tropech a subtropech po celém světě, v menší míře i v oblastech mírného pásu. Nejrozsáhlejší areál má rod osladič (Polypodium), což je také jediný rod čeledi zastoupený v Evropě. Celkový areál tohoto rodu zahrnuje většinu temperátní Eurasie, severní a jižní Afriku a Severní i Jižní Ameriku. V České republice rostou dva zástupci, osladič obecný (Polypodium vulgare) a osladič přehlížený (Polypodium interjectum).
V teplých částech Evropy (Středomoří, Britské ostrovy) roste dále osladič jižní (Polypodium cambricum).
Do jihozápadního Španělska zasahuje osladič makaronéský (Polypodium macaronesicum), rozšířený v Makaronésii (Madeira, Kanárské ostrovy, Azory).
Rod parožnatka (Platycerium) je zastoupen v tropech všech kontinentů. Rovněž rod plazivka (Pleopeltis) se vyskytuje v tropech celého světa s výjimkou Austrálie. V tropech Starého světa mají rozsáhlý areál rozšíření rody pyrrosie (Pyrrosia), Lepisorus a Microsorum. Na tropickou Ameriku jsou omezeny rody křivocévka (Campyloneurum), pekluma (Pecluma), osladičník (Phlebodium) a Serpocaulon. Rod Microgramma se vyskytuje v Africe i v tropické Americe.

## Taxonomie
Taxonomická minulost čeledi Polypodiaceae a příbuzných čeledí je značně komplikovaná. Různí taxonomové přinášeli různé koncepty a jejich pojetí čeledi bylo různě široké. S nástupem molekulárních fylogenetických metod byla do čeledi Polypodiaceae vřazena čeleď Grammitidaceae (asi 600 druhů ve 20 rodech), která navzdory výrazným morfologickým odlišnostem (typ spor, žilnatina listů) představuje vývojovou větev uvnitř vývojového stromu Polypodiaceae.
Navzdory tomu, že molekulární studie přinesly celkové vyjasnění vývojových vztahů mezi taxony, nebylo mezi taxonomy dosud dosaženo konsenzu v šíři pojetí čeledí a rodů dané skupiny kapradin. V roce 2006 byla publikována ucelená taxonomická studie kapraďorostů (A. R. Smith et al.), která do čeledi Polypodiaceae řadí celkem asi 1200 druhů v 56 rodech.
Zcela jiné pojetí je prosazováno ve studii z roku 2011 (M. Christenhusz et al.) a navazujících studiích. Zde je čeleď Polypodiaceae pojata velmi široce a jsou do ní vřazovány i čeledi Davalliaceae, Didymochlaenaceae, Dryopteridaceae, Hypodematiaceae, Lomariopsidaceae, Nephrolepidaceae, Oleandraceae a Tectariaceae. V takovém pojetí zahrnuje čeleď Polypodiaceae asi 4070 druhů v 76 rodech. Systém vesměs preferuje široké pojetí rodů, například všechny rody bývalé čeledi Grammitidaceae v něm byly sloučeny do široce pojatého rodu Grammitis.
V roce 2016 byl publikován systém PPG I, který se vrací k užšímu pojetí čeledi a v jejím rámci rozlišuje celkem 6 podčeledí, 65 rodů a asi 1652 druhů. Druhy bývalé čeledi Grammitidaceae jsou rozčleněny do celkem 33 rodů, z nichž největší jsou rody Oreogrammitis (156 druhů), Prosaptia (87), Ceradenia (73) a Calymmodon (65 druhů). Sesterskou skupinou Polypodiaceae je monogenerická čeleď Davalliaceae.

### Členění čelediPolypodiaceaedle systému PPG I
- podčeleď Drynarioideae (6 rodů)
  - Aglaomorpha (syn. Drynaria), Arthromeris, Gymnogrammitis, Paraselliguea, Polypodiopteris, Selliguea

- podčeleď Grammitidoideae (33 rodů)
  - Acrosorus, Adenophorus, Alansmia, Archigrammitis, Ascogrammitis, Calymmodon, Ceradenia, Chrysogrammitis, Cochlidium, Ctenopterella, Dasygrammitis, Enterosora, Galactodenia, Grammitis (vč. Ctenopteris a Xiphopteris), Lellingeria, Leucotrichum, Lomaphlebia, Luisma, Melpomene, Micropolypodium, Moranopteris, Mycopteris, Notogrammitis, Oreogrammitis, Prosaptia, Radiogrammitis, Scleroglossum, Stenogrammitis, Terpsichore, Themelium, Tomophyllum, Xiphopterella, Zygophlebia

- podčeleď Loxogrammoideae (2 rody)
  - Dictymia, Loxogramme

- podčeleď Microsoroideae (12 rodů)
  - Goniophlebium, Lecanopteris, Lemmaphyllum, Lepidomicrosorium, Lepisorus, Leptochilus, Microsorum, Neocheiropteris, Neolepisorus, Paragramma, Thylacopteris, Tricholepidium

- podčeleď Platycerioideae (2 rody)
  - Platycerium, Pyrrosia

- podčeleď Polypodioideae (9 rodů)
  - Campyloneurum, Microgramma, Niphidium, Pecluma, Phlebodium, Pleopeltis, Pleurosoriopsis, Polypodium, Serpocaulon[5]

## Zástupci
- drobnulka (Cochlidium)
- drynárie (Drynaria)
- hnědovka (Microsorum)
- křivocévka (Campyloneurum)
- mikrograma (Microgramma)
- morfa (Aglaomorpha)
- mravenka (Lecanopteris)
- osladič (Polypodium)
  - osladič obecný (Polypodium vulgare)
- osladičník (Phlebodium), též flebodium či tečkovka
- parožnatka (Platycerium), též parožník
- pekluma (Pecluma)
- plazivka (Pleopeltis)
- pletivník (Goniophlebium)
- plevináč (Lemmaphyllum)
- porostník (Leptochilus)
- pyrrosie (Pyrrosia), též žárka
- seliguea (Selliguea)
- tuholist (Niphidium)[6][7]

## Význam

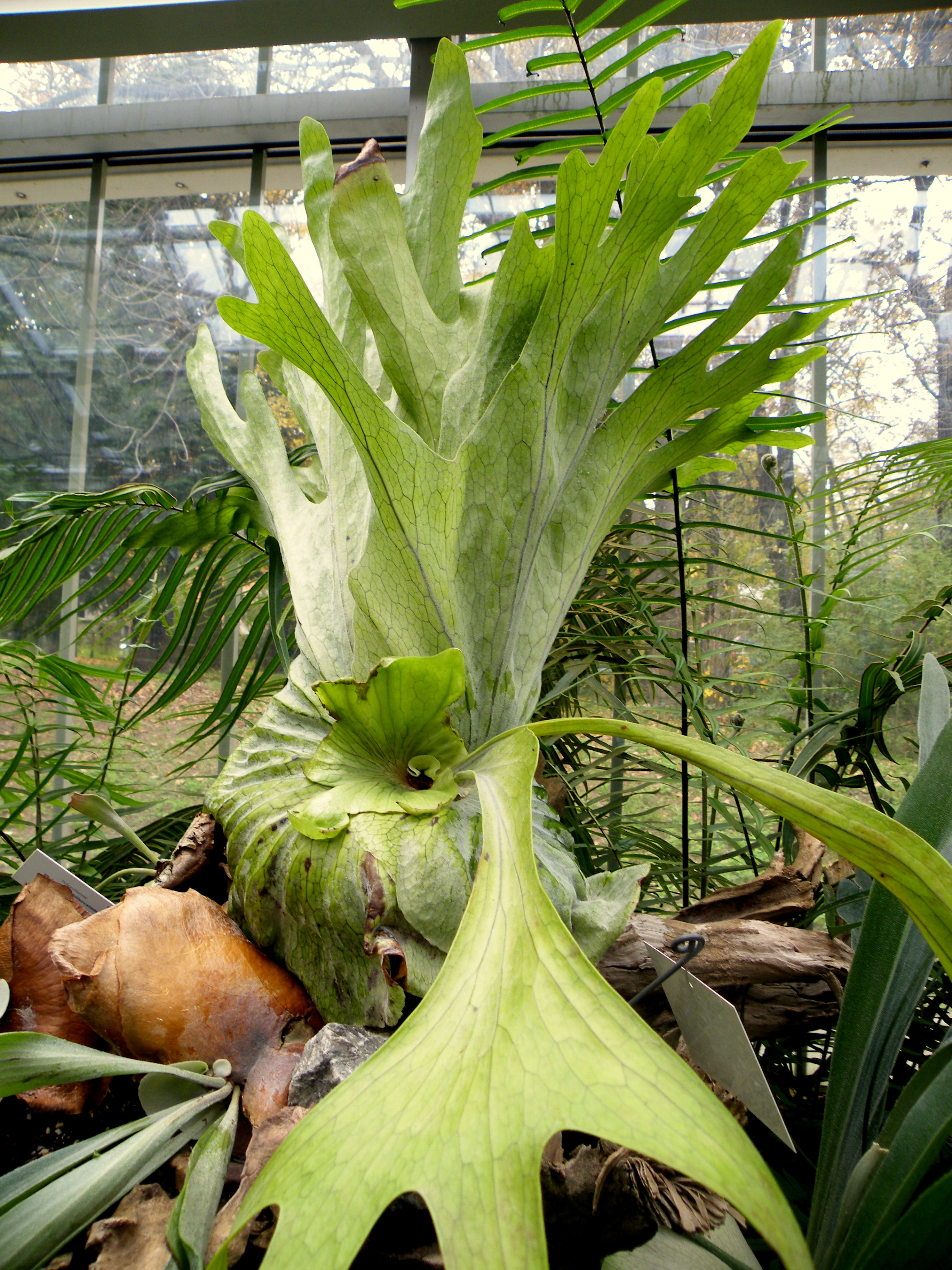
Parožnatka Platycerium grande ve skleníku botanické zahrady

Parožnatky (Platycerium) jsou působivé epifytické či petrofytické rostliny, které jsou pěstovány zejména ve sklenících botanických zahrad. Pěstují se také různé druhy rodů drynárie (Drynaria), hnědovka (Microsorum), morfa (Aglaomorpha), mravenka (Lecanopteris), tuholist (Niphidium) a osladičník (Phlebodium), z drobnějších rodů pak zejména mikrograma (Microgramma) a pyrrosie (Pyrrosia) aj.
Hnědovka křídlatá (Microsorum pteropus) je pěstována jako akvarijní rostlina. Osladič obecný má využití v domorodé medicíně.

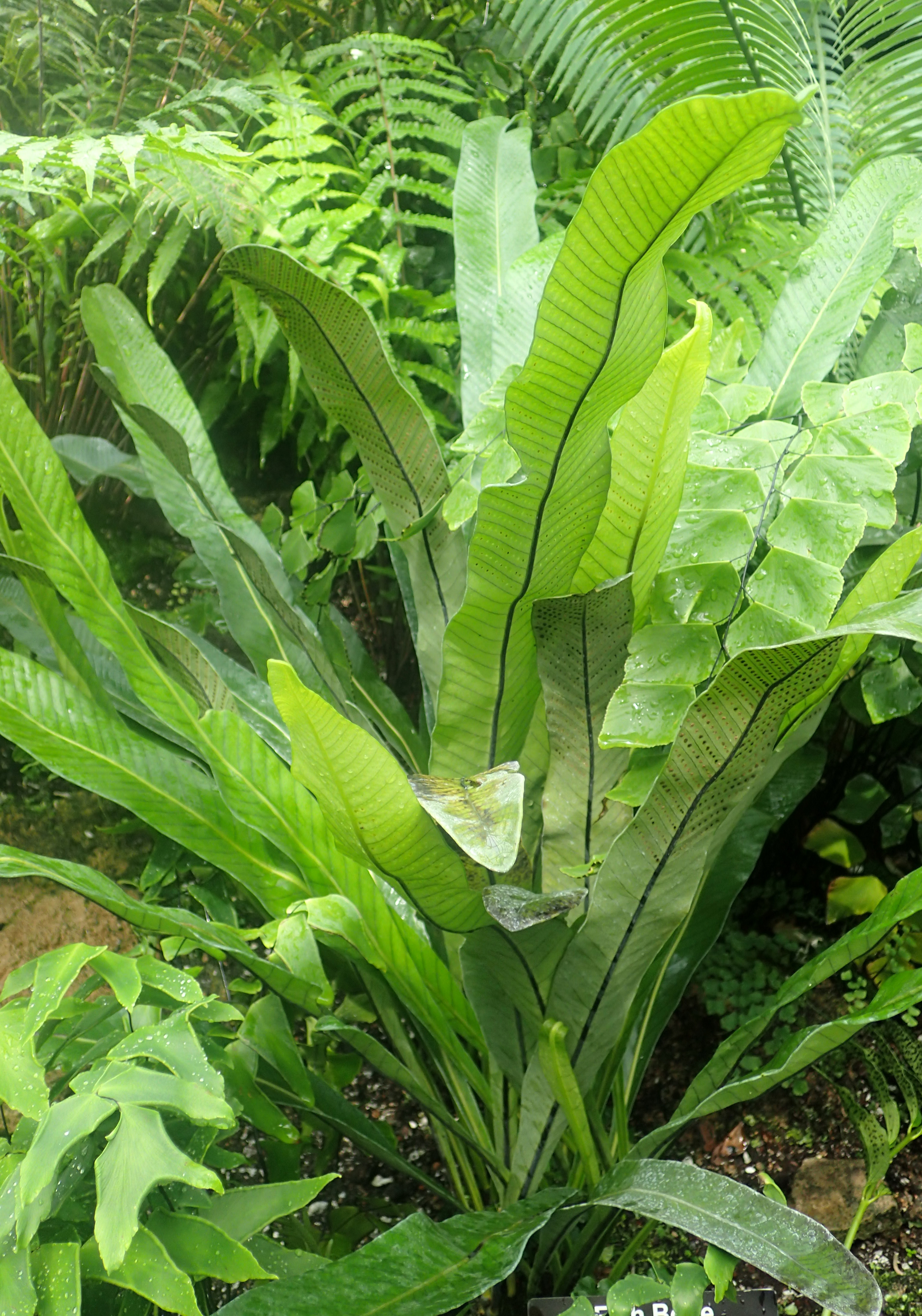
Niphidium albopunctatissimum
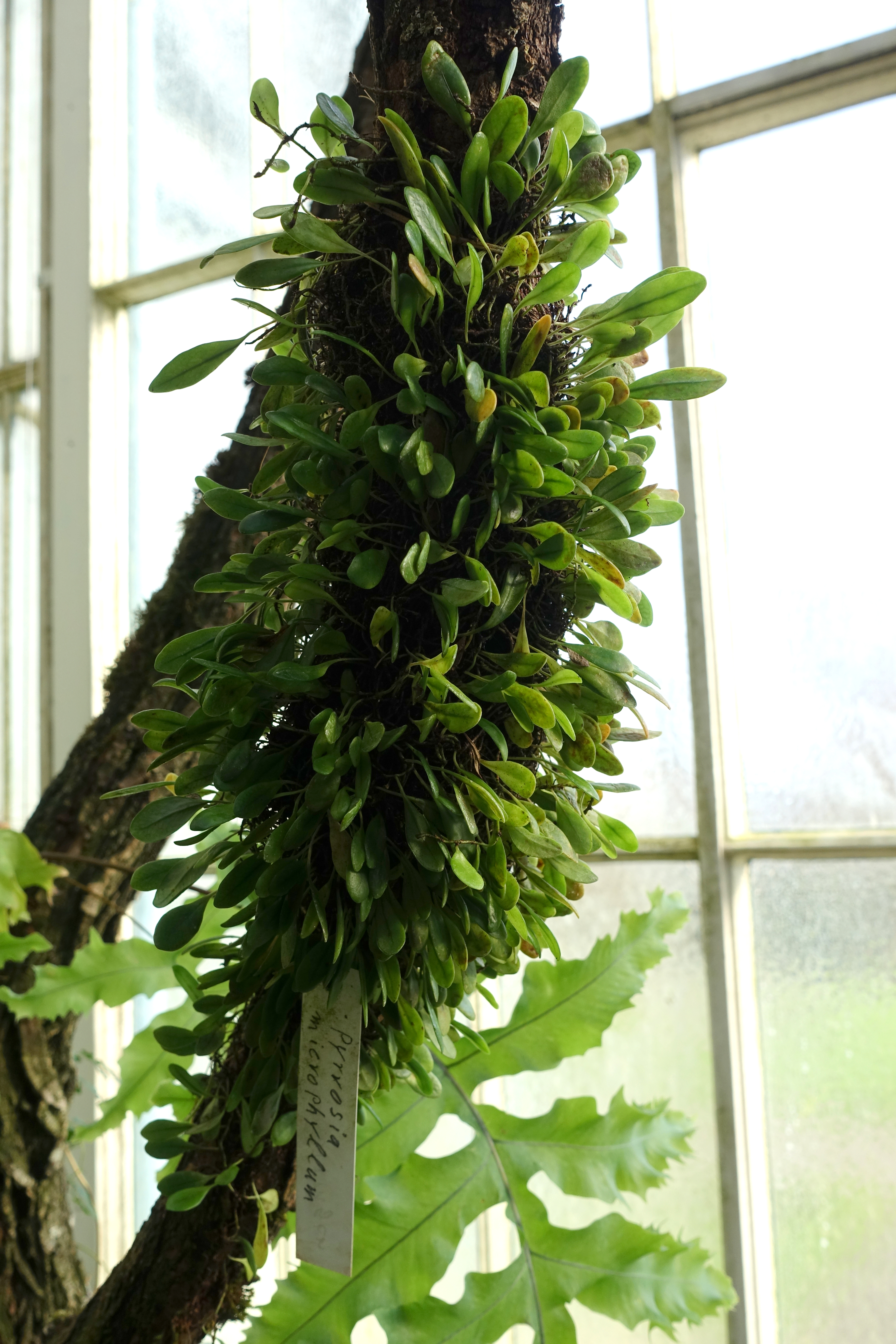
Pyrrosia microphyllum
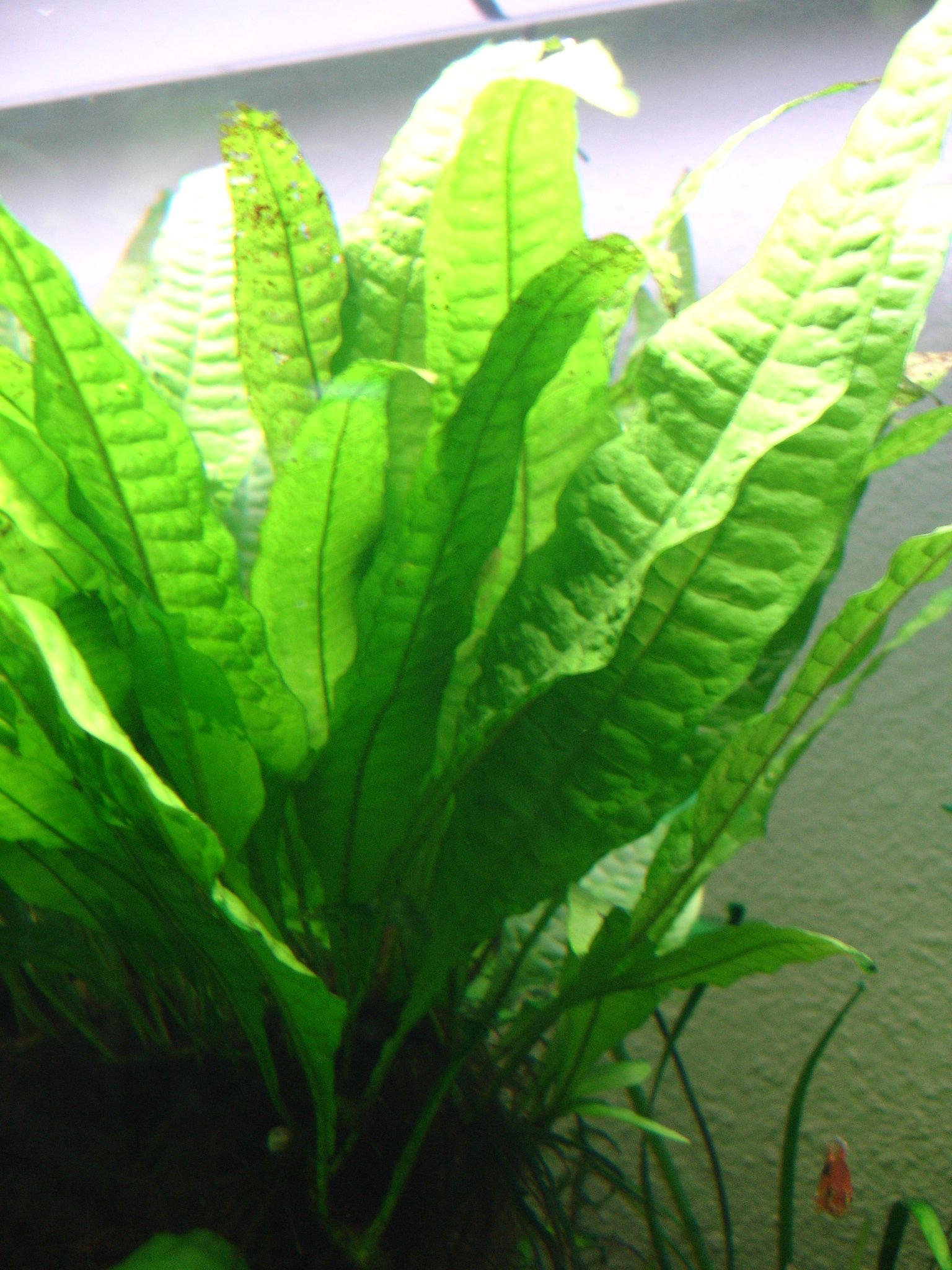
Akvarijní rostlina hnědovka křídlatá (Microsorium pteropus)